# Карім Ель-Дебес
Карім Ель-Дебес (араб. كريم الدبيس, нар. 3 червня 2003) — єгипетський футболіст, півзахисник клубу «Аль-Аглі».
Виступав за олімпійську збірну Єгипту.

## Клубна кар'єра
Народився 3 червня 2003 року. Вихованець юнацьких команд футбольних клубів «Ель Мокаволун аль-Араб» та «Ваді Дегла».
У дорослому футболі дебютував 2020 року виступами за головну команду «Ваді Дегла». 
2022 року перейшов до каїрського «Аль-Аглі», де став резервним гравцем. За перші два сезони у новій команді, утім, здобув низку національних трофеїв та два титули переможця Ліги чемпіонів КАФ.

## Виступи за збірні
2023 року залучався до складу молодіжної збірної Єгипту. На молодіжному рівні зіграв у 3 офіційних матчах.
У складі олімпійської збірної Єгипту — учасник футбольного турніру на Олімпійських іграх у Парижі.

## Статистика виступів

### Статистика клубних виступів
Станом на 22 липня 2024
| Сезон             | Команда           | Чемпіонат         | Чемпіонат | Чемпіонат | Національний кубок | Національний кубок | Національний кубок | Континентальні кубки | Континентальні кубки | Континентальні кубки | Інші змагання | Інші змагання | Інші змагання | Усього | Усього | Усього |
| Сезон             | Команда           | Ліга              | Ігор      | Голів     | Ліга               | Ігор               | Голів              | Ліга                 | Ігор                 | Голів                | Ліга          | Ігор          | Голів         | Ігор   | Голів  |        |
| ----------------- | ----------------- | ----------------- | --------- | --------- | ------------------ | ------------------ | ------------------ | -------------------- | -------------------- | -------------------- | ------------- | ------------- | ------------- | ------ | ------ | ------ |
| 2020–21           | «Ваді Дегла»      | 1Л                | 22        | 1         | КЄ                 | 1                  | 0                  |                      | -                    | -                    |               | -             | -             | 23     | 1      |        |
| 2020–21           | «Ваді Дегла»      | 2Л                | ?         | ?         | КЄ                 | 0                  | 0                  |                      | -                    | -                    |               | -             | -             | ?      | ?      |        |
| 2022–23           | «Аль-Аглі»        | 1Л                | 4         | 0         | КЄ                 | 1                  | 0                  | ЛЧ                   | 0                    | 0                    | СКЄ+АФЛ       | 0+1           | 0             | 6      | 0      |        |
| 2023–24           | «Аль-Аглі»        | 1Л                | 4         | 0         | КЄ                 | 0                  | 0                  | ЛЧ                   | 3                    | 0                    | СКЄ+СККАФ+КЧС | 0             | 0             | 7      | 0      |        |
| Усього за кар'єру | Усього за кар'єру | Усього за кар'єру | 30+       | 1+        |                    | 2                  | 0                  |                      | 3                    | 0                    |               | 1             | 0             | 36+    | 1+     |        |

## Титули і досягнення
- Чемпіон Єгипту (1):

«Аль-Аглі»: 2022/23
- Володар Кубка Єгипту (2):

«Аль-Аглі»: 2021/22, 2022/23
- Володар Суперкубка Єгипту (2):

«Аль-Аглі»: 2022, 2023
- Переможець Ліги чемпіонів КАФ (2):

«Аль-Аглі»: 2022/23, 2023/24